# Kiatprawut Saiwaeo
Kiatprawut Saiwaeo ou เกียรติประวุฒิ สายแวว en thaï, né le 24 janvier 1986 à Ubon Ratchathani, est un footballeur thaïlandais.

## Palmarès

### En club
- Chonburi :
  - Champion de Thaïlande en 2007.
  - Vainqueur de la Coupe de Thaïlande en 2010.
  - Vainqueur de la Kor Royal Cup en 2009.